# 耶洛派因 (阿拉巴馬州)
耶洛派因（英語：Yellow Pine）是位於美國阿拉巴馬州華盛頓縣的一個非建制地區。該地的面積和人口皆未知。

## 地理
耶洛派因的座標為31°24′21″N 88°25′47″W / 31.40583°N 88.42972°W，而該地的平均海拔高度為73米（即239英尺）。